# Alessia Tuttino
Alessia Tuttino (Udine, 15 marzo 1983) è un'ex calciatrice italiana, di ruolo centrocampista.
Ha fatto parte della rosa della nazionale italiana che ha partecipato ai campionati europei nel 2009 e nel 2013, vestendo la maglia azzurra della nazionale in 133 incontri e realizzando 10 reti.

## Carriera

### Club
Nata ad Udine, Alessia Tuttino ha iniziato la sua carriera calcistica all'età di 7 anni con i pulcini e gli esordienti della squadra di calcio di Basiliano, mettendosi in luce anche con i compagni ed i rivali dell'altro sesso.
A 14 anni ha iniziato la sua avventura nel calcio femminile con la maglia del Tenelo Club Rivignano, con cui ha giocato i campionati di Serie C e Serie B.
All'età di 18 anni, nel 2001, è avvenuto il grande salto che l'ha legata al calcio femminile di Verona e provincia, ovvero il passaggio al Foroni, dove ha giocato la stagione 2001-2002, per lei 9 presenze in campionato, prima di passare al Bardolino. Con la maglia del Bardolino ha vinto tutto a livello nazionale e si è confermata come colonna del club benacense e della nazionale italiana.
Dopo sette stagioni con la maglia del Bardolino nell'estate del 2009 è passata al Chiasiellis, con cui ha disputato 4 sole partite nella stagione 2009-2010. Al termine della stagione si è trasferita nella capitale tra le file della Roma.
Nell'estate 2011 si è trasferita al Tavagnacco, con cui ha conquistato altre due Coppa Italia nelle stagioni 2012-2013 e 2013-2014.
Nell'estate 2018 dopo sette stagioni consecutive con la maglia del Tavagnacco non ha rinnovato il contratto, svincolandosi dal club friulano.
Dopo aver preso la decisione di sospendere l'attività agonistica nel calcio a 11, nel settembre 2018 si accorda con il Futsal Basiliano, squadra di calcio a 5 che disputa il campionato amatoriale UISP Friuli-Venezia Giulia.
Tuttavia, nel settembre 2020 ha deciso di tornare al calcio a 11, indossando nuovamente la maglia del Tavagnacco, neoretrocesso in Serie B. Ha giocato col Tavagnacco per due stagioni consecutive, vestendo anche la fascia di capitano, per poi concludere l'attività agonistica al termine della stagione 2021-22.

### Nazionale
Tuttino è stata convocata per rappresentare l'Italia con la formazione Under-18 alle qualificazioni all'edizione 2001 del campionato europeo di categoria, dove ha fatto il suo debutto il 9 aprile 2001 nella partita vinta per 3-0 sulle pari età del Belgio.
In seguito è stata inserita in rosa nella nazionale maggiore dove vanta molte presenze con la maglia azzurra. Con alcune sue reti fu determinante nella qualificazione all'Europeo 2005, ma nonostante ciò non prese parte alla competizione. Ha, invece, preso parte al campionato europeo 2009, durante il quale ha segnato la rete decisiva per la vittoria per 2-1 sull'Inghilterra nella fase a gironi, e al campionato europeo 2013.
Il 16 febbraio 2016 in occasione della presentazione della finale della Champions League 2016 a Reggio Emilia è stata premiata dalla UEFA con una medaglia celebrativa per le 100 presenze in nazionale (133 presenze e 10 reti al 16 febbraio 2016).

## Altri sport
Dal mese di gennaio 2023 Tuttino si confronta con una nuova disciplina sportiva, il FootGolf. In pochi mesi prende parte a gare nazionali e interregionali organizzate dalla AIFG (Associazione Italiana FootGolf) e dalla LNF (Lega Nazionale FootGolf), ottenendo fin da subito risultati lusinghieri che la porteranno a giocare con maggiore assiduità nella stagione 2024.
La sua squadra di Club è Udine FootGolf, la prima squadra di FootGolf in Friuli Venezia Giulia, operativa dal 2015.

## Statistiche

### Cronologia presenze e reti in nazionale
Secondo la FIGC, le presenze complessive in nazionale sono 133 e le reti 10. Dal sottostante elenco mancano le potenziali presenze in partite delle quali manca il referto.

| Cronologia completa delle presenze e delle reti in nazionale ― Italia | Cronologia completa delle presenze e delle reti in nazionale ― Italia | Cronologia completa delle presenze e delle reti in nazionale ― Italia | Cronologia completa delle presenze e delle reti in nazionale ― Italia | Cronologia completa delle presenze e delle reti in nazionale ― Italia | Cronologia completa delle presenze e delle reti in nazionale ― Italia | Cronologia completa delle presenze e delle reti in nazionale ― Italia | Cronologia completa delle presenze e delle reti in nazionale ― Italia |
| Data                                                                  | Città                                                                 | In casa                                                               | Risultato                                                             | Ospiti                                                                | Competizione                                                          | Reti                                                                  | Note                                                                  |
| --------------------------------------------------------------------- | --------------------------------------------------------------------- | --------------------------------------------------------------------- | --------------------------------------------------------------------- | --------------------------------------------------------------------- | --------------------------------------------------------------------- | --------------------------------------------------------------------- | --------------------------------------------------------------------- |
| 13-2-2002                                                             | Ostia                                                                 | Italia                                                                | 2 – 0                                                                 | Paesi Bassi                                                           | Amichevole                                                            | -                                                                     | 66’                                                                   |
| 22-5-2002                                                             | Seljatino                                                             | Russia                                                                | 2 – 1                                                                 | Italia                                                                | Qual. Mondiali 2003                                                   | -                                                                     | 81’                                                                   |
| 8-6-2002                                                              | Arzachena                                                             | Italia                                                                | 0 – 0                                                                 | Islanda                                                               | Qual. Mondiali 2003                                                   | -                                                                     |                                                                       |
| 2-10-2002                                                             | Cary                                                                  | Russia                                                                | 2 – 1                                                                 | Italia                                                                | Coppa USA                                                             | -                                                                     |                                                                       |
| 6-10-2002                                                             | Cary                                                                  | Stati Uniti                                                           | 4 – 0                                                                 | Italia                                                                | Coppa USA                                                             | -                                                                     |                                                                       |
| 9-10-2002                                                             | Cary                                                                  | Italia                                                                | 1 – 0                                                                 | Australia                                                             | Coppa USA                                                             | -                                                                     | 73’                                                                   |
| 13-11-2002                                                            | Lovanio                                                               | Belgio                                                                | 1 – 5                                                                 | Italia                                                                | Amichevole                                                            | -                                                                     |                                                                       |
| 22-1-2003                                                             | Roma                                                                  | Italia                                                                | 4 – 0                                                                 | Scozia                                                                | Amichevole                                                            | -                                                                     | 46’                                                                   |
| 25-2-2003                                                             | Viareggio                                                             | Italia                                                                | 1 – 0                                                                 | Inghilterra                                                           | Amichevole                                                            | -                                                                     |                                                                       |
| 30-3-2003                                                             | Trento                                                                | Italia                                                                | 8 – 0                                                                 | Serbia e Montenegro                                                   | Qual. Euro 2005                                                       | 1                                                                     |                                                                       |
| 16-4-2003                                                             | Hoofddorp                                                             | Paesi Bassi                                                           | 0 – 5                                                                 | Italia                                                                | Amichevole                                                            | -                                                                     |                                                                       |
| 17-5-2003                                                             | Stoccolma                                                             | Svezia                                                                | 5 – 0                                                                 | Italia                                                                | Qual. Euro 2005                                                       | -                                                                     |                                                                       |
| 19-7-2003                                                             | Vaasa                                                                 | Finlandia                                                             | 1 – 1                                                                 | Italia                                                                | Qual. Euro 2005                                                       | -                                                                     |                                                                       |
| 9-9-2003                                                              | Livingston                                                            | Scozia                                                                | 0 – 4                                                                 | Italia                                                                | Amichevole                                                            | -                                                                     | 46’                                                                   |
| 27-9-2003                                                             | Frauenfeld                                                            | Svizzera                                                              | 0 – 1                                                                 | Italia                                                                | Qual. Euro 2005                                                       | -                                                                     |                                                                       |
| 22-10-2003                                                            | Kansas City                                                           | Stati Uniti                                                           | 2 – 2                                                                 | Italia                                                                | Amichevole                                                            | -                                                                     | 63’                                                                   |
| 17-2-2004                                                             | Viareggio                                                             | Italia                                                                | 2 – 1                                                                 | Paesi Bassi                                                           | Amichevole                                                            | -                                                                     | 46’                                                                   |
| 14-3-2004                                                             | Guia                                                                  | Italia                                                                | 1 – 0                                                                 | Cina                                                                  | Algarve Cup 2004                                                      | -                                                                     | 67’                                                                   |
| 16-3-2004                                                             | Olhão                                                                 | Norvegia                                                              | 3 – 0                                                                 | Italia                                                                | Algarve Cup 2004                                                      | -                                                                     | 46’                                                                   |
| 26-6-2004                                                             | Benevento                                                             | Italia                                                                | 2 – 1                                                                 | Svezia                                                                | Qual. Euro 2005                                                       | -                                                                     |                                                                       |
| 4-9-2004                                                              | Bergen                                                                | Norvegia                                                              | 3 – 1                                                                 | Italia                                                                | Amichevole                                                            | -                                                                     |                                                                       |
| 25-9-2004                                                             | Niš                                                                   | Serbia e Montenegro                                                   | 1 – 2                                                                 | Italia                                                                | Qual. Euro 2005                                                       | -                                                                     | 85’                                                                   |
| 13-11-2004                                                            | Crotone                                                               | Italia                                                                | 2 – 1                                                                 | Rep. Ceca                                                             | Qual. Euro 2005 - Play-off                                            | 1                                                                     |                                                                       |
| 27-11-2004                                                            | Čáslav                                                                | Rep. Ceca                                                             | 0 – 3                                                                 | Italia                                                                | Qual. Euro 2005 - Play-off                                            | -                                                                     |                                                                       |
| 12-3-2006                                                             | Venafro                                                               | Italia                                                                | 1 – 0                                                                 | Giappone                                                              | Amichevole                                                            | -                                                                     | 85’                                                                   |
| 22-4-2006                                                             | Atene                                                                 | Grecia                                                                | 0 – 5                                                                 | Italia                                                                | Qual. Mondiali 2007                                                   | -                                                                     |                                                                       |
| 17-6-2006                                                             | Mariupol'                                                             | Ucraina                                                               | 2 – 1                                                                 | Italia                                                                | Qual. Mondiali 2007                                                   | -                                                                     |                                                                       |
| 21-6-2006                                                             | Belgrado                                                              | Serbia e Montenegro                                                   | 0 – 7                                                                 | Italia                                                                | Qual. Mondiali 2007                                                   | -                                                                     |                                                                       |
| 25-6-2006                                                             | Toronto                                                               | Canada                                                                | 2 – 1                                                                 | Italia                                                                | Amichevole                                                            | -                                                                     |                                                                       |
| 3-8-2006                                                              | Krefeld                                                               | Germania                                                              | 5 – 0                                                                 | Italia                                                                | Amichevole                                                            | -                                                                     |                                                                       |
| 9-9-2006                                                              | Dublino                                                               | Irlanda                                                               | 0 – 1                                                                 | Italia                                                                | Amichevole                                                            | -                                                                     |                                                                       |
| 23-9-2006                                                             | Rimini                                                                | Italia                                                                | 1 – 2                                                                 | Norvegia                                                              | Qual. Mondiali 2007                                                   | -                                                                     |                                                                       |
| 30-10-2006                                                            | Masan                                                                 | Brasile                                                               | 1 – 1                                                                 | Italia                                                                | Coppa della Regina della Pace 2006                                    | -                                                                     |                                                                       |
| 1-11-2006                                                             | Changwon                                                              | Corea del Sud                                                         | 1 – 2                                                                 | Italia                                                                | Coppa della Regina della Pace 2006                                    | -                                                                     |                                                                       |
| 21-2-2007                                                             | Almere                                                                | Paesi Bassi                                                           | 2 – 0                                                                 | Italia                                                                | Amichevole                                                            | -                                                                     | 46’                                                                   |
| 7-3-2007                                                              | Lagos                                                                 | Islanda                                                               | 1 – 2                                                                 | Italia                                                                | Algarve Cup 2007                                                      | -                                                                     |                                                                       |
| 9-3-2007                                                              | Lagos                                                                 | Portogallo                                                            | 0 – 1                                                                 | Italia                                                                | Algarve Cup 2007                                                      | -                                                                     |                                                                       |
| 12-3-2007                                                             | Silves                                                                | Italia                                                                | 4 – 1                                                                 | Irlanda                                                               | Algarve Cup 2007                                                      | -                                                                     |                                                                       |
| 14-3-2007                                                             | Olhão                                                                 | Italia                                                                | 1 – 0                                                                 | Germania                                                              | Algarve Cup 2007 - Finale 7º posto                                    | -                                                                     |                                                                       |
| 6-4-2007                                                              | Perth                                                                 | Scozia                                                                | 2 – 1                                                                 | Italia                                                                | Amichevole                                                            | -                                                                     | 73’                                                                   |
| 5-5-2007                                                              | Trento                                                                | Italia                                                                | 0 – 2                                                                 | Svezia                                                                | Qual. Euro 2009                                                       | -                                                                     |                                                                       |
| 30-5-2007                                                             | Dublino                                                               | Irlanda                                                               | 1 – 2                                                                 | Italia                                                                | Qual. Euro 2009                                                       | -                                                                     |                                                                       |
| 1-7-2007                                                              | Qinhuangdao                                                           | Messico                                                               | 2 – 2                                                                 | Italia                                                                | Amichevole                                                            | -                                                                     |                                                                       |
| 4-7-2007                                                              | Shenyang                                                              | Italia                                                                | 5 – 0                                                                 | Thailandia                                                            | Amichevole                                                            | -                                                                     |                                                                       |
| 7-7-2007                                                              | Qinhuangdao                                                           | Cina                                                                  | 3 – 1                                                                 | Italia                                                                | Amichevole                                                            | -                                                                     |                                                                       |
| 10-7-2007                                                             | Shenyang                                                              | Italia                                                                | 2 – 1                                                                 | Thailandia                                                            | Amichevole                                                            | 1                                                                     |                                                                       |
| 27-10-2007                                                            | Bük                                                                   | Ungheria                                                              | 1 – 3                                                                 | Italia                                                                | Qual. Euro 2009                                                       | 1                                                                     |                                                                       |
| 31-10-2007                                                            | Noceto                                                                | Italia                                                                | 5 – 0                                                                 | Romania                                                               | Qual. Euro 2009                                                       | -                                                                     |                                                                       |
| 30-1-2008                                                             | Martigues                                                             | Francia                                                               | 1 – 0                                                                 | Italia                                                                | Amichevole                                                            | -                                                                     | 58’                                                                   |
| 16-2-2008                                                             | Villacidro                                                            | Italia                                                                | 4 – 1                                                                 | Irlanda                                                               | Qual. Euro 2009                                                       | -                                                                     |                                                                       |
| 5-3-2008                                                              | Alvor                                                                 | Norvegia                                                              | 4 – 2                                                                 | Italia                                                                | Algarve Cup 2008                                                      | -                                                                     |                                                                       |
| 7-3-2008                                                              | Alvor                                                                 | Stati Uniti                                                           | 2 – 0                                                                 | Italia                                                                | Algarve Cup 2008                                                      | -                                                                     |                                                                       |
| 10-3-2008                                                             | Loulé                                                                 | Cina                                                                  | 0 – 2                                                                 | Italia                                                                | Algarve Cup 2008                                                      | -                                                                     |                                                                       |
| 12-3-2008                                                             | Olhão                                                                 | Svezia                                                                | 3 – 0                                                                 | Italia                                                                | Algarve Cup 2008 - Finale 5º posto                                    | -                                                                     |                                                                       |
| 7-5-2008                                                              | Örebro                                                                | Svezia                                                                | 1 – 0                                                                 | Italia                                                                | Qual. Euro 2009                                                       | -                                                                     |                                                                       |
| 24-5-2008                                                             | Buftea                                                                | Romania                                                               | 1 – 6                                                                 | Italia                                                                | Qual. Euro 2009                                                       | -                                                                     |                                                                       |
| 15-6-2008                                                             | Suwon                                                                 | Brasile                                                               | 2 – 1                                                                 | Italia                                                                | Coppa della Regina della Pace 2008                                    | -                                                                     |                                                                       |
| 19-6-2008                                                             | Suwon                                                                 | Stati Uniti                                                           | 2 – 0                                                                 | Italia                                                                | Coppa della Regina della Pace 2008                                    | -                                                                     |                                                                       |
| 2-10-2008                                                             | Montereale Valcellina                                                 | Italia                                                                | 3 – 0                                                                 | Ungheria                                                              | Qual. Euro 2009                                                       | -                                                                     |                                                                       |
| 25-10-2008                                                            | Praga                                                                 | Rep. Ceca                                                             | 0 – 1                                                                 | Italia                                                                | Qual. Euro 2009 - Play-off                                            | -                                                                     |                                                                       |
| 29-10-2008                                                            | Gubbio                                                                | Italia                                                                | 2 – 1                                                                 | Rep. Ceca                                                             | Qual. Euro 2009 - Play-off                                            | -                                                                     |                                                                       |
| 31-1-2009                                                             | Sydney                                                                | Australia                                                             | 2 – 2                                                                 | Italia                                                                | Amichevole                                                            | 1                                                                     |                                                                       |
| 7-2-2009                                                              | Canberra                                                              | Australia                                                             | 1 – 5                                                                 | Italia                                                                | Amichevole                                                            | -                                                                     |                                                                       |
| 8-4-2009                                                              | Kilmarnock                                                            | Scozia                                                                | 1 – 4                                                                 | Italia                                                                | Amichevole                                                            | -                                                                     |                                                                       |
| 25-8-2009                                                             | Lahti                                                                 | Inghilterra                                                           | 1 – 2                                                                 | Italia                                                                | Euro 2009 - Fase a gironi                                             | 1                                                                     |                                                                       |
| 28-8-2009                                                             | Turku                                                                 | Italia                                                                | 0 – 2                                                                 | Svezia                                                                | Euro 2009 - Fase a gironi                                             | -                                                                     |                                                                       |
| 31-8-2009                                                             | Helsinki                                                              | Russia                                                                | 0 – 2                                                                 | Italia                                                                | Euro 2009 - Fase a gironi                                             | -                                                                     |                                                                       |
| 4-9-2009                                                              | Lahti                                                                 | Germania                                                              | 2 – 1                                                                 | Italia                                                                | Euro 2009 - Quarti di finale                                          | -                                                                     |                                                                       |
| 19-9-2009                                                             | Domžale                                                               | Slovenia                                                              | 0 – 8                                                                 | Italia                                                                | Qual. Mondiali 2011                                                   | -                                                                     |                                                                       |
| 23-9-2009                                                             | Rieti                                                                 | Italia                                                                | 1 – 0                                                                 | Portogallo                                                            | Qual. Mondiali 2011                                                   | -                                                                     |                                                                       |
| 24-10-2009                                                            | Erevan                                                                | Armenia                                                               | 0 – 8                                                                 | Italia                                                                | Qual. Mondiali 2011                                                   | -                                                                     |                                                                       |
| 24-2-2010                                                             | Nicosia                                                               | Nuova Zelanda                                                         | 1 – 0                                                                 | Italia                                                                | Cyprus Cup 2010                                                       | -                                                                     |                                                                       |
| 26-2-2010                                                             | Larnaca                                                               | Italia                                                                | 2 – 0                                                                 | Scozia                                                                | Cyprus Cup 2010                                                       | 1                                                                     |                                                                       |
| 1-3-2010                                                              | Nicosia                                                               | Italia                                                                | 1 – 1                                                                 | Paesi Bassi                                                           | Cyprus Cup 2010                                                       | -                                                                     | 70’                                                                   |
| 3-3-2010                                                              | Nicosia                                                               | Inghilterra                                                           | 3 – 2                                                                 | Italia                                                                | Cyprus Cup 2010 - Finale 5º posto                                     | -                                                                     |                                                                       |
| 27-3-2010                                                             | Tocha                                                                 | Portogallo                                                            | 1 – 3                                                                 | Italia                                                                | Qual. Mondiali 2011                                                   | -                                                                     | 46’                                                                   |
| 31-3-2010                                                             | Ascoli Piceno                                                         | Italia                                                                | 1 – 1                                                                 | Finlandia                                                             | Qual. Mondiali 2011                                                   | -                                                                     |                                                                       |
| 19-5-2010                                                             | Stettino                                                              | Polonia                                                               | 1 – 5                                                                 | Italia                                                                | Amichevole                                                            | -                                                                     | 77’                                                                   |
| 19-6-2010                                                             | Montereale Valcellina                                                 | Italia                                                                | 6 – 0                                                                 | Slovenia                                                              | Qual. Mondiali 2011                                                   | -                                                                     | 46’                                                                   |
| 11-9-2010                                                             | Besançon                                                              | Francia                                                               | 0 – 0                                                                 | Italia                                                                | Qual. Mondiali 2011 - Play-off                                        | -                                                                     | 77’                                                                   |
| 2-10-2010                                                             | Černihiv                                                              | Ucraina                                                               | 0 – 3                                                                 | Italia                                                                | Qual. Mondiali 2011 - Play-off                                        | -                                                                     |                                                                       |
| 6-10-2010                                                             | Latina                                                                | Italia                                                                | 0 – 0                                                                 | Ucraina                                                               | Qual. Mondiali 2011 - Play-off                                        | -                                                                     |                                                                       |
| 23-10-2010                                                            | Treviso                                                               | Italia                                                                | 1 – 0                                                                 | Svizzera                                                              | Qual. Mondiali 2011 - Play-off                                        | 1                                                                     |                                                                       |
| 27-10-2010                                                            | Aarau                                                                 | Svizzera                                                              | 2 – 4                                                                 | Italia                                                                | Qual. Mondiali 2011 - Play-off                                        | -                                                                     |                                                                       |
| 20-11-2010                                                            | Padova                                                                | Italia                                                                | 0 – 1                                                                 | Stati Uniti                                                           | Qual. Mondiali 2011 - Play-off UEFA-CONCACAF                          | -                                                                     |                                                                       |
| 27-11-2010                                                            | Bridgeview                                                            | Stati Uniti                                                           | 1 – 0                                                                 | Italia                                                                | Qual. Mondiali 2011 - Play-off UEFA-CONCACAF                          | -                                                                     |                                                                       |
| 2-3-2011                                                              | Larnaca                                                               | Inghilterra                                                           | 2 – 0                                                                 | Italia                                                                | Cyprus Cup 2011                                                       | -                                                                     |                                                                       |
| 4-3-2011                                                              | Nicosia                                                               | Italia                                                                | 0 – 1                                                                 | Canada                                                                | Cyprus Cup 2011                                                       | -                                                                     |                                                                       |
| 7-3-2011                                                              | Larnaca                                                               | Scozia                                                                | 0 – 0                                                                 | Italia                                                                | Cyprus Cup 2011                                                       | -                                                                     |                                                                       |
| 9-3-2011                                                              | Larnaca                                                               | Russia                                                                | 0 – 2                                                                 | Italia                                                                | Cyprus Cup 2011 - Finale 9º posto                                     | -                                                                     | 70’                                                                   |
| 3-6-2011                                                              | Osnabrück                                                             | Germania                                                              | 5 – 0                                                                 | Italia                                                                | Amichevole                                                            | -                                                                     |                                                                       |
| 22-10-2011                                                            | Prilep                                                                | Macedonia                                                             | 0 – 9                                                                 | Italia                                                                | Qual. Euro 2013                                                       | -                                                                     | 71’                                                                   |
| 26-10-2011                                                            | Treviso                                                               | Italia                                                                | 2 – 0                                                                 | Russia                                                                | Qual. Euro 2013                                                       | -                                                                     |                                                                       |
| 19-11-2011                                                            | Pruszków                                                              | Polonia                                                               | 0 – 5                                                                 | Italia                                                                | Qual. Euro 2013                                                       | -                                                                     |                                                                       |
| 23-11-2011                                                            | Trani                                                                 | Italia                                                                | 2 – 0                                                                 | Grecia                                                                | Qual. Euro 2013                                                       | -                                                                     |                                                                       |
| 8-12-2011                                                             | San Paolo                                                             | Brasile                                                               | 5 – 1                                                                 | Italia                                                                | Torneio Internacional 2011                                            | -                                                                     | 46’                                                                   |
| 11-12-2011                                                            | San Paolo                                                             | Italia                                                                | 2 – 2                                                                 | Danimarca                                                             | Torneio Internacional 2011                                            | -                                                                     |                                                                       |
| 18-12-2011                                                            | San Paolo                                                             | Italia                                                                | 3 – 2                                                                 | Cile                                                                  | Torneio Internacional 2011 - Finale 3º posto                          | -                                                                     |                                                                       |
| 28-2-2012                                                             | Larnaca                                                               | Paesi Bassi                                                           | 2 – 1                                                                 | Italia                                                                | Cyprus Cup 2012                                                       | -                                                                     |                                                                       |
| 1-3-2012                                                              | Nicosia                                                               | Italia                                                                | 1 – 2                                                                 | Canada                                                                | Cyprus Cup 2012                                                       | -                                                                     |                                                                       |
| 6-3-2012                                                              | Paralimni                                                             | Italia                                                                | 3 – 1                                                                 | Inghilterra                                                           | Cyprus Cup 2012 - Finale 3º posto                                     | -                                                                     |                                                                       |
| 31-3-2012                                                             | Ferrara                                                               | Italia                                                                | 4 – 0                                                                 | Bosnia ed Erzegovina                                                  | Qual. Euro 2013                                                       | -                                                                     |                                                                       |
| 4-4-2012                                                              | Podol'sk                                                              | Russia                                                                | 0 – 2                                                                 | Italia                                                                | Qual. Euro 2013                                                       | -                                                                     |                                                                       |
| 16-6-2012                                                             | Torino                                                                | Italia                                                                | 9 – 0                                                                 | Macedonia                                                             | Qual. Euro 2013                                                       | -                                                                     |                                                                       |
| 16-9-2012                                                             | San Benedetto del Tronto                                              | Italia                                                                | 1 – 0                                                                 | Polonia                                                               | Qual. Euro 2013                                                       | -                                                                     | 90’                                                                   |
| 6-3-2013                                                              | Nicosia                                                               | Inghilterra                                                           | 4 – 2                                                                 | Italia                                                                | Cyprus Cup 2013                                                       | -                                                                     |                                                                       |
| 11-3-2013                                                             | Larnaca                                                               | Scozia                                                                | 2 – 1                                                                 | Italia                                                                | Cyprus Cup 2013                                                       | -                                                                     | 46’                                                                   |
| 13-3-2013                                                             | Larnaca                                                               | Corea del Sud                                                         | 0 – 1                                                                 | Italia                                                                | Cyprus Cup 2013 - Finale 9º posto                                     | -                                                                     | 55’                                                                   |
| 7-4-2013                                                              | Sankt Veit an der Glan                                                | Austria                                                               | 1 – 3                                                                 | Italia                                                                | Amichevole                                                            | -                                                                     |                                                                       |
| 10-7-2013                                                             | Halmstad                                                              | Italia                                                                | 0 – 0                                                                 | Finlandia                                                             | Euro 2013 - Fase a gironi                                             | -                                                                     |                                                                       |
| 13-7-2013                                                             | Halmstad                                                              | Italia                                                                | 2 – 1                                                                 | Danimarca                                                             | Euro 2013 - Fase a gironi                                             | -                                                                     |                                                                       |
| 21-7-2013                                                             | Växjö                                                                 | Italia                                                                | 0 – 1                                                                 | Germania                                                              | Euro 2013 - Quarti di finale                                          | -                                                                     |                                                                       |
| 20-9-2013                                                             | Tallinn                                                               | Estonia                                                               | 1 – 5                                                                 | Italia                                                                | Qual. Mondiali 2015                                                   | -                                                                     |                                                                       |
| 26-9-2013                                                             | Bassano del Grappa                                                    | Italia                                                                | 1 – 0                                                                 | Romania                                                               | Qual. Mondiali 2015                                                   | -                                                                     |                                                                       |
| 31-10-2013                                                            | San Sebastián de los Reyes                                            | Spagna                                                                | 2 – 0                                                                 | Italia                                                                | Qual. Mondiali 2015                                                   | -                                                                     | 79’                                                                   |
| 10-3-2014                                                             | Larnaca                                                               | Italia                                                                | 1 – 1                                                                 | Finlandia                                                             | Cyprus Cup 2014                                                       | -                                                                     | 86’                                                                   |
| 12-3-2014                                                             | Paralimni                                                             | Australia                                                             | 5 – 2                                                                 | Italia                                                                | Cyprus Cup 2014 - Finale 7º posto                                     | 1                                                                     |                                                                       |
| 5-4-2014                                                              | Vicenza                                                               | Italia                                                                | 0 – 0                                                                 | Spagna                                                                | Qual. Mondiali 2015                                                   | -                                                                     |                                                                       |
| 10-4-2014                                                             | Cluj-Napoca                                                           | Romania                                                               | 1 – 2                                                                 | Italia                                                                | Qual. Mondiali 2015                                                   | -                                                                     | 73’                                                                   |
| 17-9-2014                                                             | Vercelli                                                              | Italia                                                                | 15 – 0                                                                | Macedonia                                                             | Qual. Mondiali 2015                                                   | 1                                                                     |                                                                       |
| 25-10-2014                                                            | Rieti                                                                 | Italia                                                                | 2 – 1                                                                 | Ucraina                                                               | Qual. Mondiali 2015 - Play-off                                        | -                                                                     | 79’                                                                   |
| 29-10-2014                                                            | Leopoli                                                               | Ucraina                                                               | 2 – 2                                                                 | Italia                                                                | Qual. Mondiali 2015 - Play-off                                        | -                                                                     |                                                                       |
| 22-11-2014                                                            | L'Aia                                                                 | Paesi Bassi                                                           | 1 – 1                                                                 | Italia                                                                | Qual. Mondiali 2015 - Play-off                                        | -                                                                     | 57’                                                                   |
| 27-11-2014                                                            | Verona                                                                | Italia                                                                | 1 – 2                                                                 | Paesi Bassi                                                           | Qual. Mondiali 2015 - Play-off                                        | -                                                                     | 72’                                                                   |
| Totale                                                                |                                                                       | Presenze                                                              | 124                                                                   |                                                                       | Reti                                                                  | 10                                                                    |                                                                       |

## Palmarès

### Club
- Campionato italiano: 4

Bardolino: 2004-2005, 2006-2007, 2007-2008, 2008-2009
- Coppa Italia: 4

Bardolino: 2005-2006, 2006-2007
Tavagnacco: 2012-2013, 2013-2014
- Supercoppa italiana: 3

Bardolino: 2005, 2007, 2008

### Individuale
- Premio "Le ali della vittoria" da parte della Lega Nazionale Dilettanti come miglior giocatrice 2007 proveniente da campionati dilettantistici.[8]